# Dinamo Tbilisi
La Dinamo Tbilisi è una società polisportiva di Tbilisi, capitale della Georgia. Fondata nel 1925, comprende:
- Sapekhburto K'lubi Dinamo Tbilisi, squadra di calcio
- BC Dinamo Tbilisi, squadra di basket